# Capitool van Illinois
Het Capitool van Illinois (Engels: Illinois State Capitol) is het gebouw waar de Senaat van Illinois bijeenkomt. Het gebouw uit 1868 is gelegen in Springfield, Illinois.
Het staat in het National Register of Historic Places sinds 1985. Het oude capitool (Old State Capitol) is een National Historic Landmark.

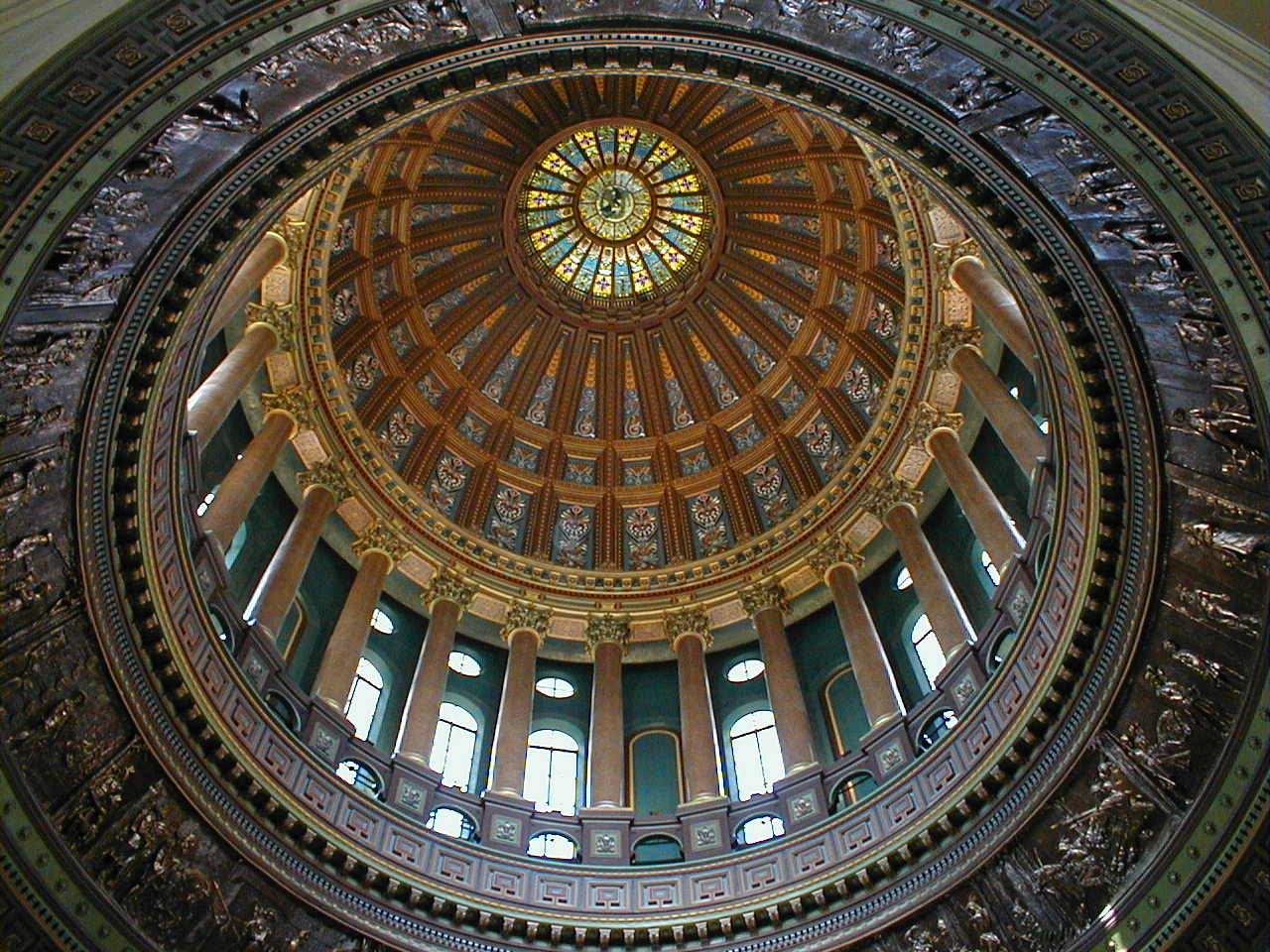
Detail koepel